# Mrgani
Mrgani (en italien : Morgani) est une localité de Croatie située en Istrie, dans la municipalité de Kanfanar, dans le comitat d'Istrie. En 2001, la localité comptait 45 habitants.

## Démographie
| 1948 | 1953 | 1961 | 1971 | 1981 | 1991 | 2001 |
| ---- | ---- | ---- | ---- | ---- | ---- | ---- |
| 207  | 198  | 142  | 85   | 82   | 49   | 45   |